# Scyntygrafia

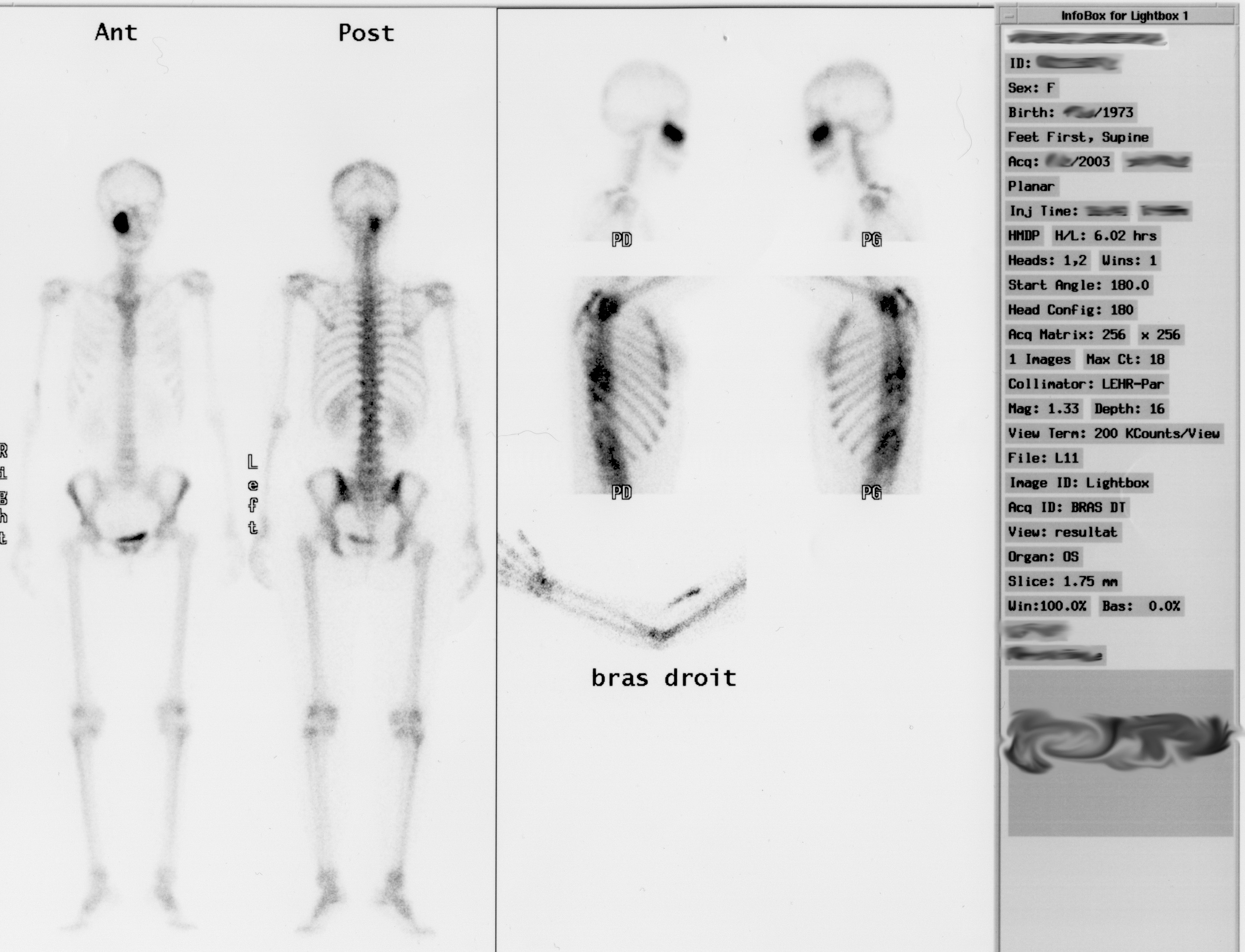
Scyntygram kośćca młodej kobiety.

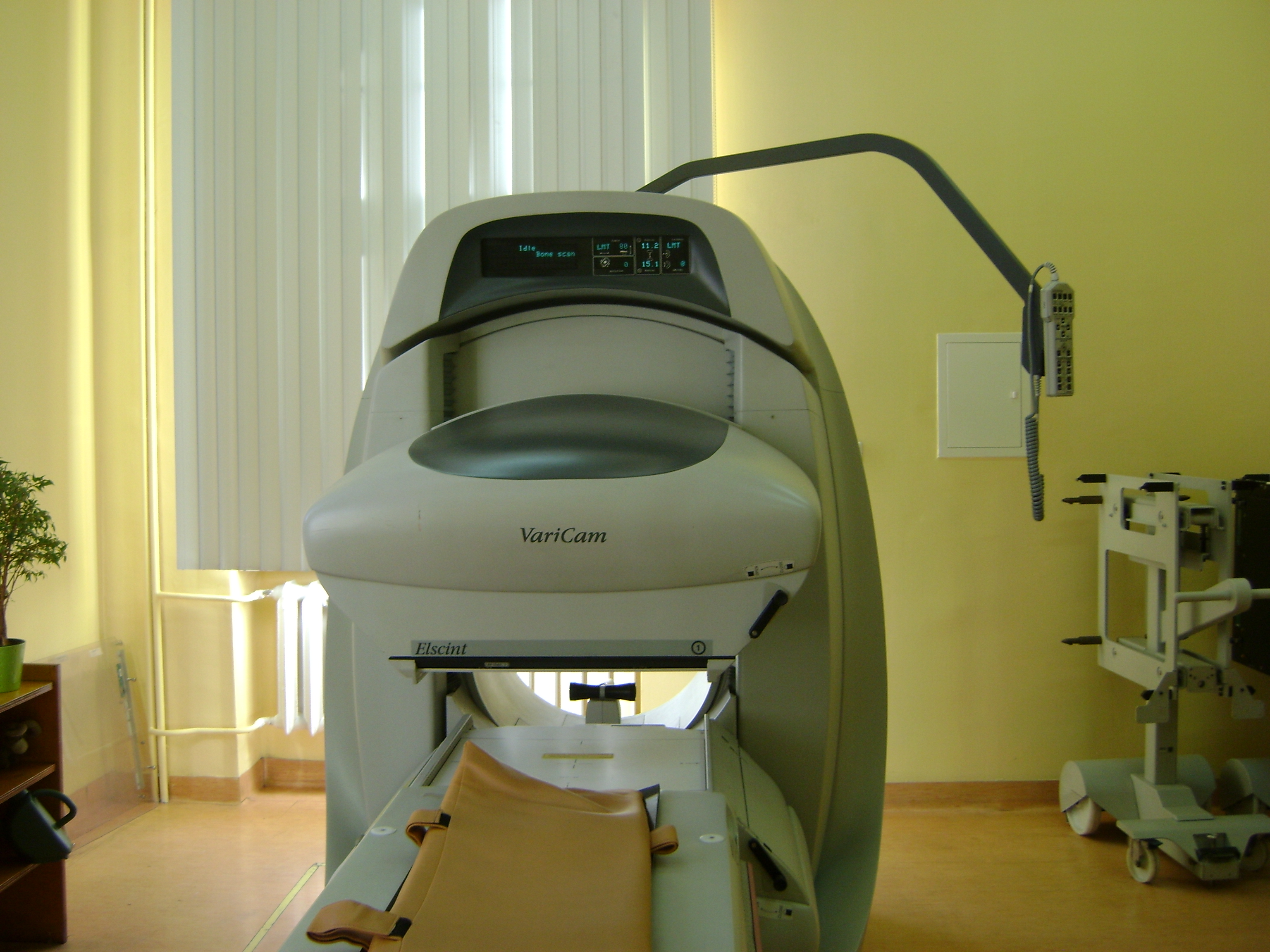
Aparatura do scyntygrafii

Scyntygrafia (również: scyntylografia) – obrazowa metoda diagnostyczna medycyny nuklearnej, polegająca na wprowadzeniu do organizmu środków chemicznych (najczęściej farmaceutyków) znakowanych radioizotopami, rejestracji ich rozpadu i graficznym przedstawieniu ich rozmieszczenia (topografii). Scyntygrafia umożliwia ocenę morfologiczną (położenie, wielkość, kształt, struktura) i funkcjonalną (klirens, przepływ, zdolność gromadzenia – np. w przypadku jodu w tarczycy) narządu.
Podstawą tej techniki jest znajomość zachowania się niektórych farmaceutyków w organizmie. Stosowane w śladowych koncentracjach pełnią rolę środka transportowego dla użytego radioizotopu. Znakowany farmaceutyk dobierany jest tak, aby gromadził się w narządzie, który ma zostać zbadany. Radioizotop emituje promieniowanie jonizujące (najczęściej gamma), które dzięki wysokiej energii (optimum 100 – 450 keV) przenika z organizmu pacjenta na zewnątrz jego ciała, gdzie zostaje zarejestrowane przez detektor (np. gammakamerę).
Do najczęściej stosowanych znaczników promieniotwórczych należą: jod-131, jod-125, złoto-198, złoto-190, rtęć-207, hafn-197, chrom-51, stront-85, selen-75.
Komputer połączony z detektorem rejestruje informację i (obecnie najczęściej dopiero po zakończeniu ujęcia lub badania) generuje obraz przedstawiający rozkład kumulacji izotopu w organizmie – scyntygram. 
Jednym z rodzajów scyntygramu jest asymetrogammagram (AGG), będący rezultatem gammaencefalografii pozytonowej. AGG uwidacznia różnice w emisji promieniowania gamma w rzucie prawej i lewej półkuli mózgu, wskazując przewagę stężenia wskaźnika promieniotwórczego w jednej z półkul.